# Bram Groeneweg
Abraham (Bram) Groeneweg (Spijkenisse, 13 maart 1905 — Gouda, 24 april 1988) was een Nederlandse langeafstandsloper, die was gespecialiseerd in de marathon. Hij werd viermaal Nederlands kampioen op diverse lange afstanden en vertegenwoordigde Nederland eenmaal op de Olympische Spelen.

## Biografie
In 1928 op de Olympische Spelen van Amsterdam nam Groeneweg deel aan de olympische marathon. Nederland was op dit onderdeel in eigen land vertegenwoordigd met een zestal atleten. Net als Teun Sprong moest hij nog voor de finish uitstappen. De wedstrijd werd gewonnen door de Fransman Ahmed Boughéra El Ouafi in 2:32.57. Henri Landheer finishte als snelste Nederlander op een 30e plaats met bijna twintig minuten achterstand op de winnaar.
Zijn grootste successen behaalde Bram Groeneweg in de jaren dertig. In 1931 werd hij voor de eerste maal Nederlands kampioen op de 25 km, een titel die hij eveneens bemachtigde in 1932 en 1936. In 1937 nam hij deel aan de internationale marathon van Rotterdam, die tevens dienstdeed als Nederlands kampioenschap. De wedstrijd werd gesponsord door het weekblad Het Leven en telde twintig deelnemers, waarvan er dertien de finish haalden. Het parcours voerde van de Nenijto-sintelbaan naar Nieuwerkerk aan den IJssel en terug. Aan het begin van de wedstrijd voerden de favoriete Belgische atleten Felix Meskens en Robert Nevens de leiding. Eerstgenoemde won de wedstrijd in 2:44.14. De sterk lopende Bram Groeneweg haalde echter op de terugweg met tegenwind Nevens in en veroverde de nationale titel. Zijn finishtijd van 2:54.04 was een persoonlijk record en stond hoog aangeschreven op de nationale ranglijst. Op dat moment liep namelijk alleen Henri Landheer sneller met 2:53.26.
In zijn actieve tijd was Groeneweg aangesloten bij het Rotterdamse Pro Patria, dat naderhand is opgegaan in PAC. Later stapte hij over naar S.C. Rotterdam.
Groeneweg was in het dagelijks leven gemeenteambtenaar bij de Dienst Bouw & Woningtoezicht in Rotterdam.

## Nederlandse kampioenschappen
| Onderdeel | Jaar             |
| --------- | ---------------- |
| 25 km     | 1931, 1932, 1936 |
| marathon  | 1937             |

## Persoonlijke records
| Onderdeel | Prestatie | Datum        | Plaats    |
| --------- | --------- | ------------ | --------- |
| marathon  | 2:54.04   | 11 juli 1937 | Rotterdam |

## Palmares

### 25 km
- 1931:  NK - 1:37.52
- 1932:  NK - 1:35.58
- 1936:  NK - 1:31.36

### marathon
- 1928: DNF OS
- 1937:  NK in Rotterdam - 2:54.03,6